# ويليام هارلان ويليام
ويليام هارلان ويليام (بالإنجليزية: William Harlan Hale)‏ هو كاتب سير وصحفي أمريكي، ولد في 1910، وتوفي في 1 يوليو 1974.